# Roßleben-Wiehe
Roßleben-Wiehe – miasto i gmina (Landgemeinde) w Niemczech, w kraju związkowym Turyngia, w powiecie Kyffhäuser. Powstało 1 stycznia 2019 z połączenia miast Roßleben, Wiehe oraz gmin Donndorf i Nausitz. Jednostki te stały się automatycznie jego dzielnicami. Leży w pobliżu Parku Natury Saale-Unstrut-Triasland.
Przez miasto przebiega linia kolejowa Naumburg – Reinsdorf.